# Neuses (Erlangen)
Neuses ist ein Gemeindeteil der kreisfreien Stadt Erlangen (Mittelfranken, Bayern). Das Dorf liegt am südwestlichen Stadtrand.

## Geschichte
Neuses wurde um 1337/42 erstmals in einem Würzburger Lehenbuch urkundlich erwähnt. Ab 1440 ist der Ort im Besitz des Klosters Frauenaurach nachgewiesen.
Von 1797 bis 1810 unterstand der Ort dem Justiz- und Kammeramt Erlangen. Mit dem Gemeindeedikt (frühes 19. Jahrhundert) wurde Neuses dem Steuerdistrikt und der Ruralgemeinde Frauenaurach zugewiesen.
Im Jahr 1894 erhielt Neuses einen Haltepunkt an der Lokalbahn Bruck–Herzogenaurach. Nach aktueller Planung (2017) soll auf selber Strecke die Stadt-Umland-Bahn Erlangen verlaufen.